# Юматов, Василий Степанович
Василий Степанович Юматов (? — † 17.07.1848, д. Юматово Уфимского уезда Уфимской губернии, ныне Чишминский район) — российский краевед-историк, этнограф, общественный деятель.

## Биография
Происходил из небогатой дворянской семьи Уфимской губернии.
Службу свою начал на военном поприще, служил морским офицером.
Вскоре вышел в отставку, затем некоторое время служил по выборам судьей в Уфимском уездном суде.
B 1830 году Василий Степанович бросил службу, поселился в своем родовом имении в Уфимском уезде и большую часть свободного времени стал посвящать изучению истории Оренбургского края.
Юматов пересмотрел почти все полное собрание законов и извлек из него все правительственные акты, относящиеся к Оренбургскому краю, но окончить эту работу, так же как и окончить историю Оренбургского края, ему не удалось.
В совершенно ином ключе готовил свои работы для «Оренбургских губернских ведомостей» уфимский помещик Василий Степанович Юматов (? — 1848), специализировавшийся на исторических изысканиях. — . Работы В. С. Юматова посвящены исключительно историческим (этнографическим) изысканиям.
Юматов скончался 17-го июля 1848 г. во время эпидемии холеры. Похоронен в Жуково, где до сих пор сохранилась чугунная надмогильная плита.
В некрологе в «Оренбургских Губернских Ведомостей» (№ 30 за 24 июля 1848) говорилось: «Чтение исторических книг, и в особенности касающихся до местного края, были любимым его занятием… Он, сколько нам известно, собрал весьма много материалов для Истории Оренбургского края… кажется, располагался заняться составлением и самой Истории края»
Некролог закрывался словами: «Мир праху твоему, добрый наш сотрудник; да успокоит тебя Милосердый Бог в селении праведных!»
Уфимский историк Михаил Роднов убежден, что «Такое мог написать только редактор „Ведомостей“ И. П. Сосфенов, других сотрудников в газете (неофициальной части) просто не было. По тексту некролога чувствуются личные переживания, скорее всего, Сосфенов и Юматов поддерживали близкое знакомство, и, видимо, после смерти Василия Степановича его архив с рукописями оказался у И. П. Сосфенова, потому что работы Юматова продолжали выходить на страницах „Оренбургских губернских ведомостей“».